# Diocesi di Candiba
La diocesi di Candiba (in latino: Dioecesis Candybensis) è una sede soppressa del patriarcato di Costantinopoli e una sede titolare della Chiesa cattolica.

## Storia
Candiba, identificabile con le rovine nei pressi del villaggio di Çataloluk nell'odierna Turchia, è un'antica sede episcopale della provincia romana di Licia nella diocesi civile di Asia. Faceva parte del patriarcato di Costantinopoli ed era suffraganea dell'arcidiocesi di Mira.
La diocesi è documentata nelle Notitiae Episcopatuum del patriarcato di Costantinopoli dall'VIII al XII secolo.
Sono tre i vescovi attribuiti a quest'antica sede vescovile. Nel 458 il presbitero Timasio sottoscrisse al posto del suo vescovo Leontii Catateni la lettera dei vescovi della Licia all'imperatore Leone dopo la morte del patriarca Proterio di Alessandria. Il termine Catateni è stato interpretato come una forma corrotta per Candadeni, che corrisponde alla sede di Candiba; secondo Destephen, l'attribuzione di Leonzio alla sede di Candiba è solo ipotetica. Gli altri due vescovi sono Costantino, che prese parte al secondo concilio di Nicea del 787; e Basilio, che partecipò al concilio di Costantinopoli dell'879-880 che riabilitò il patriarca Fozio.
Dal 1933 Candiba è annoverata tra le sedi vescovili titolari della Chiesa cattolica; la sede è vacante dal 20 ottobre 1966. Il suo ultimo titolare è stato Gerald Francis O'Keefe, vescovo ausiliare di Saint Paul in Minnesota.

## Cronotassi

### Vescovi greci
- Leonzio ? † (menzionato nel 458)
- Costantino † (menzionato nel 787)
- Basilio † (menzionato nell'879)

### Vescovi titolari
- Torso, O.Carm. † (9 febbraio 1467 - ?)
- Teofil Bromboszcz † (24 marzo 1934 - 12 gennaio 1937 deceduto)
- Jacques Pessers, S.V.D. † (1º giugno 1937 - 3 aprile 1961 deceduto)
- Gerald Francis O'Keefe † (5 maggio 1961 - 20 ottobre 1966 nominato vescovo di Davenport)